# Carl Gustaf Hård (1790–1841)
Carl Gustaf Hård, född den 30 september 1790  på Baggendorf i Pommern, död den 27 september 1841 på sin egendom Runstorp i Östergötland, var en svensk greve och statsråd.

## Biografi
Sedan Hård slutat sina studier i Uppsala, lät han inskriva sig i justitierevisionsexpeditionen och Svea hovrätt och fick häradshövdings titel 1813. Under den följande tiden innehade han flera domarförordnanden, som sedan banade vägen till statens viktigaste ämbeten. Mera offentligt uppträdde han vid 1823 års riksdag, då han, trots att han var i grunden konservativ, i allmänhet slöt sig till oppositionen. Härefter gick hans befordringar med stor hastighet.
Efter att redan 1824 ha blivit förordnad till vice landshövding i Östergötland blev han 1826 justitieråd och tio år senare medlem av konseljen. Under den stormiga riksdagen 1840 ställdes Hård jämte övriga statsrådsledamöter under åtal för riksrätt. Med anledning av den beslutade ombildningen av statsrådet hade de redan förut tagit avsked, varför ständerna ej fullföljde ansvarsyrkande. Saken skall emellertid ha tagit Hård så djupt, att han följande år blev sjuk och avled.
Hård var sonson till Johan Ludvig Hård och son till generaladjutanten, greve Carl Ludvig Hård och Fredrika Amalia Liboria von Engelbrechten. Han var gift från 1814 med Anna Margareta Maria af Sandeberg och far till Peggy Hård.